# Криловка (Курманський район)
Крило́вка (до 1945 року — Кара́-Найма́н, крим. Qara Nayman) — село Курманського району Автономної Республіки Крим.
Відстань від райцентру до населеного пункта становить 55 кілометрів по прямій.
У 2023 році у проєкті Постанови Верховної Ради України «Про перейменування деяких населених пунктів Автономної Республіки Крим» село запропоновано перейменувати на Кара-Найман.